# Uki-Waza

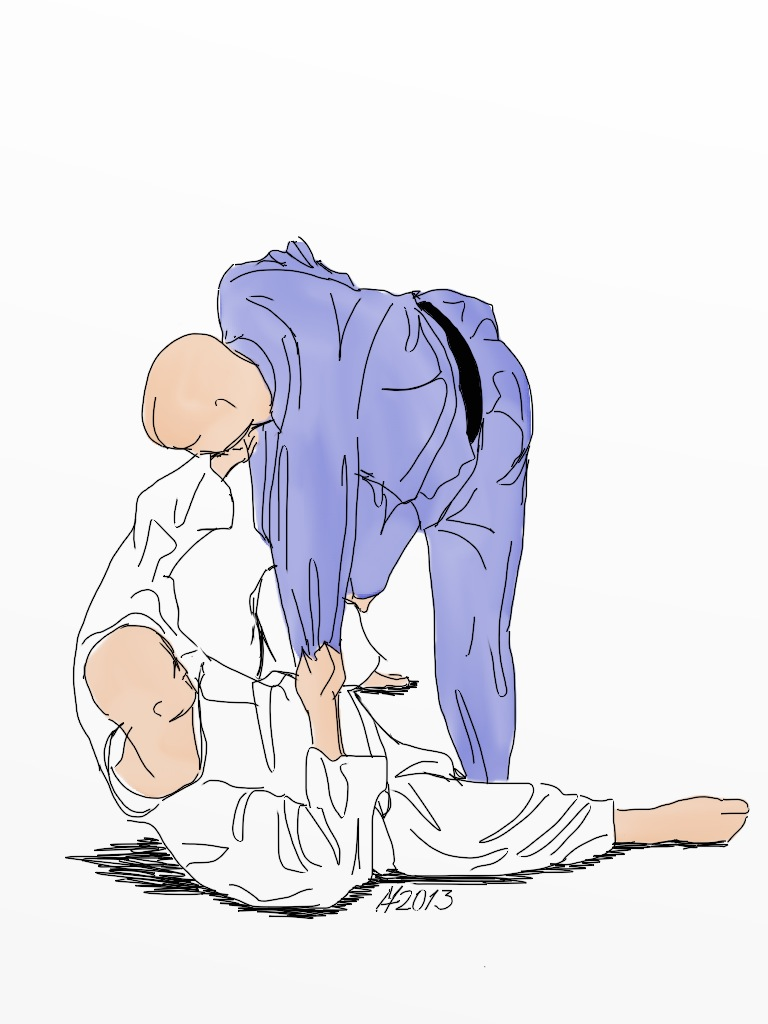
Uki-Waza

Uki-Waza (technique flottante, en japonais : 浮技) est une technique de projection du judo. Uki-Waza est le 2e mouvement du 5e groupe du gokyo. Uki-Waza est un mouvement du Nage-no-kata. Il s'agit d'une technique de sacrifice avec le côté sur le sol (Yoko-Sutemi-Waza).